# Каменичко језеро
Каменичко језеро се налази близу пута Ваљево-Лозница, 22 km од Ваљева изнад села Ваљевска каменица.
Површине је око 17 ha, Чисте је воде и са свих страна окружено листопадном шумом и без иједне куће у близини.
Идеално је место за камповање и уживање у риболову. Просечна дубина је између 6 и 7 метара и богато је рибом.
Дно је покривено великим бројем пањева који пружају идеалан заклон за шарана, сома и смуђа.

## Туризам
Језеро је погодно за летовање, камповање и риболов.

## Екосистем
Каменичко језеро је станиште шарана, бодорке, деверике, бабушке, клена, смуђа, сома и штуке. Језеро је станиште и дивљих патки и рода.

## Рибљи фонд
Шаран се у овој води не мрести или га има доста и то крупног. Сом је унет касније али се добро прилагодио и успешно се мрести. Хватани су примерци преко 25 кг. Најчешћи су комади тежине 7—12 кг.
Смуђ се после вишегодишње забране такође почео мрестити и ловљени су комади тежине 1—3 кг и има услова да ће ова риба ускоро доживети експанзију у овом језеру.
Од беле рибе има доста бодорке, деверике и бабушке. Има и крупног клена а улови се и по који леп амур кога нема у великом броју. Цверглана има у огромном броју. 